# Urszula Sadkowska
Urszula Sadkowska (Olsztyn, 6 de febrero de 1984) es una deportista polaca que compitió en judo. Ganó dos medallas en el Campeonato Europeo de Judo, plata en 2009 y bronce en 2010.

## Palmarés internacional
| Campeonato Europeo | Campeonato Europeo | Campeonato Europeo | Campeonato Europeo |
| Año                | Lugar              | Medalla            | Categoría          |
| ------------------ | ------------------ | ------------------ | ------------------ |
| 2009               | Tiflis (Georgia)   | Medalla de plata   | +78 kg             |
| 2010               | Viena (Austria)    | Medalla de bronce  | +78 kg             |